# Trúc Lâu
Trúc Lâu là một xã thuộc huyện Lục Yên, tỉnh Yên Bái, Việt Nam.
Xã Trúc Lâu có diện tích 34,89 km², dân số năm 2019 là 3.828 người, mật độ dân số đạt 110 người/km².